# Roland Baumann (Politiker)
Roland Baumann (* 19. November 1992 in Rohrbach-Berg) ist ein österreichischer Politiker der Sozialdemokratischen Partei Österreichs (SPÖ). Seit dem 24. Oktober 2024 ist er Abgeordneter zum Nationalrat.

## Leben

### Ausbildung und Beruf
Roland Baumann absolvierte nach der Volks- und Hauptschule in Hofkirchen von 2009 bis 2013 eine Lehre zum Maschinenbautechniker bei der voestalpine Stahl GmbH, wo er als Maschinenbautechniker und seit 2017 als Arbeiterbetriebsrat tätig ist. 2016/17 besuchte er die Zukunftsakademie der Arbeiterkammer Oberösterreich und von 2019 bis 2020 die Sozialakademie der Arbeiterkammer.
Ab 2013 war er Landesjugendvorsitzender der Gewerkschaft PRO-GE Oberösterreich, bis 2018 war er Mitglied in deren Bundesbranchenausschuss Metall-Industrie. Von 2014 bis 2019 fungierte er als Kammerrat in der Arbeiterkammer Oberösterreich.

### Politik
Roland Baumann gehört seit den Gemeinderats- und Bürgermeisterwahlen in Oberösterreich 2021 dem Gemeinderat in Linz an, wo er Mitglied im Ausschuss für Generationen, Soziales und Sport sowie Ersatzmitglied im Ausschuss für Sicherheit und Gesundheit sowie im Ausschuss für Wirtschaft, Innovation und Verfassung wurde. 2022 wurde er Mitglied des Aufsichtsrates der Linz Linien GmbH.
Bei der Nationalratswahl 2024 kandidierte er für die SPÖ auf Platz 8 im Landeswahlkreis Oberösterreich sowie als Spitzenkandidat im Regionalwahlkreis Linz und Umgebung. In der konstituierenden Sitzung der XXVIII. Gesetzgebungsperiode am 24. Oktober 2024 wurde er über das Mandat im Regionalwahlkreis als Abgeordneter zum Nationalrat angelobt. Im SPÖ-Parlamentsklub wurde er im März 2025 Bereichssprecher für Lehrlinge und Berufsausbildung.